# Polyceridae
Polyceridae là một họ sên biển, động vật mang trần, động vật thân mềm chân bụng sống ở biển nằm trong siêu họ Polyceroidea.

## Phân loại học
Theo Phân loại Động vật chân bụng của Bouchet & Rocroi (2005), họ Polyceridae được phân vào nhánh Doridacea thuộc nhánh Euctenidiacea thuộc nhánh Nudipleura.
Họ Polyceridae gồm các phân họ là:
- Polycerinae (Alder & Hancock, 1845) - đồng nghĩa: Triopinae (Gray, 1847); Euphuridae (Iredale & O'Donoghue, 1923)
- Kalinginae (Pruvot-Fol, 1956)
- Nembrothinae (Burn, 1967)
- Triophinae (Odhner, 1941)
  - Nhóm Triophini (Odhner, 1941) - đồng nghĩa: Kaloplocaminae (Pruvot-Fol, 1954)
  - Nhóm Limaciini (Winckworth, 1951) - đồng nghĩa: Lailinae (Burn, 1967)

## Các chi
Họ Polyceridae có các chi:
- Phân họ Polycerinae (Alder & Hancock, 1845)
  - Chi Greilada
  - Chi Palio (Gray, 1857)
  - Chi Paliolla
  - Chi Polycera (Cuvier, 1817) - chi điển hình của họ Polyceridae
  - Chi Polycerella (A. E. Verrill, 1881)
  - Chi Thecacera (Fleming, 1828)
- Phân họ Kalinginae (Pruvot-Fol, 1956)
  - Chi Kalinga (Alder & Hancock, 1864) - chi điển hình của phân họ Kalinginae
- Phân họ Nembrothinae (Burn, 1967)
  - Chi Nembrotha (Bergh, 1877) - chi điển hình của phân họ Nembrothinae
  - Chi Roboastra (Bergh, 1877)
  - Chi Tambja (Burn, 1962)
- Phân họ Triophinae (Odhner, 1941)
  - Chi Colga (Bergh, 1880)
  - Chi Crimora  (Alder and Hancock, 1855)
  - Chi Heteroplocamus (Oliver, 1915)
  - Chi Holoplocamus (Odhner, 1926)
  - Chi Joubiniopsis (Risbec, 1928)
  - Chi Kaloplocamus (Bergh, 1893)
  - Chi Limacia (O.F. Müller, 1781)
  - Chi Plocamopherus (Rüppell & Leuckart, 1831)
  - Chi Triopha (Bergh, 1880) - chi điển hình của phân họ Triophinae

Các chi đồng nghĩa
- Chi Cabrilla Fewkes, 1889: đồng nghĩa của Triopha (Bergh, 1880)
- Chi Euplocamus Philippi, 1836: đồng nghĩa của Kaloplocamus (Bergh, 1892